# Archidiecezja Los Angeles

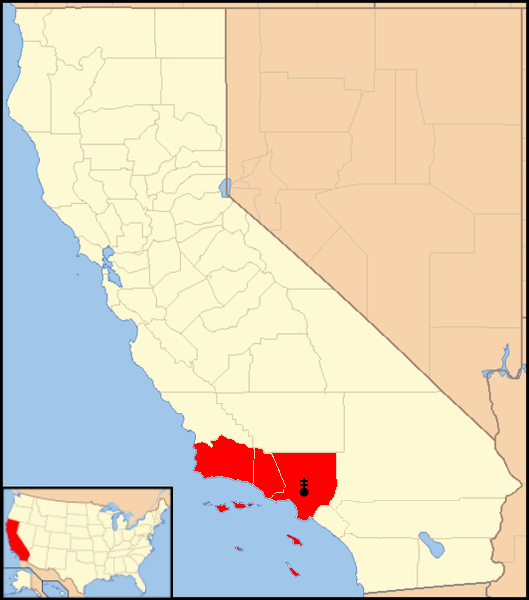
Archidiecezja Los Angeles

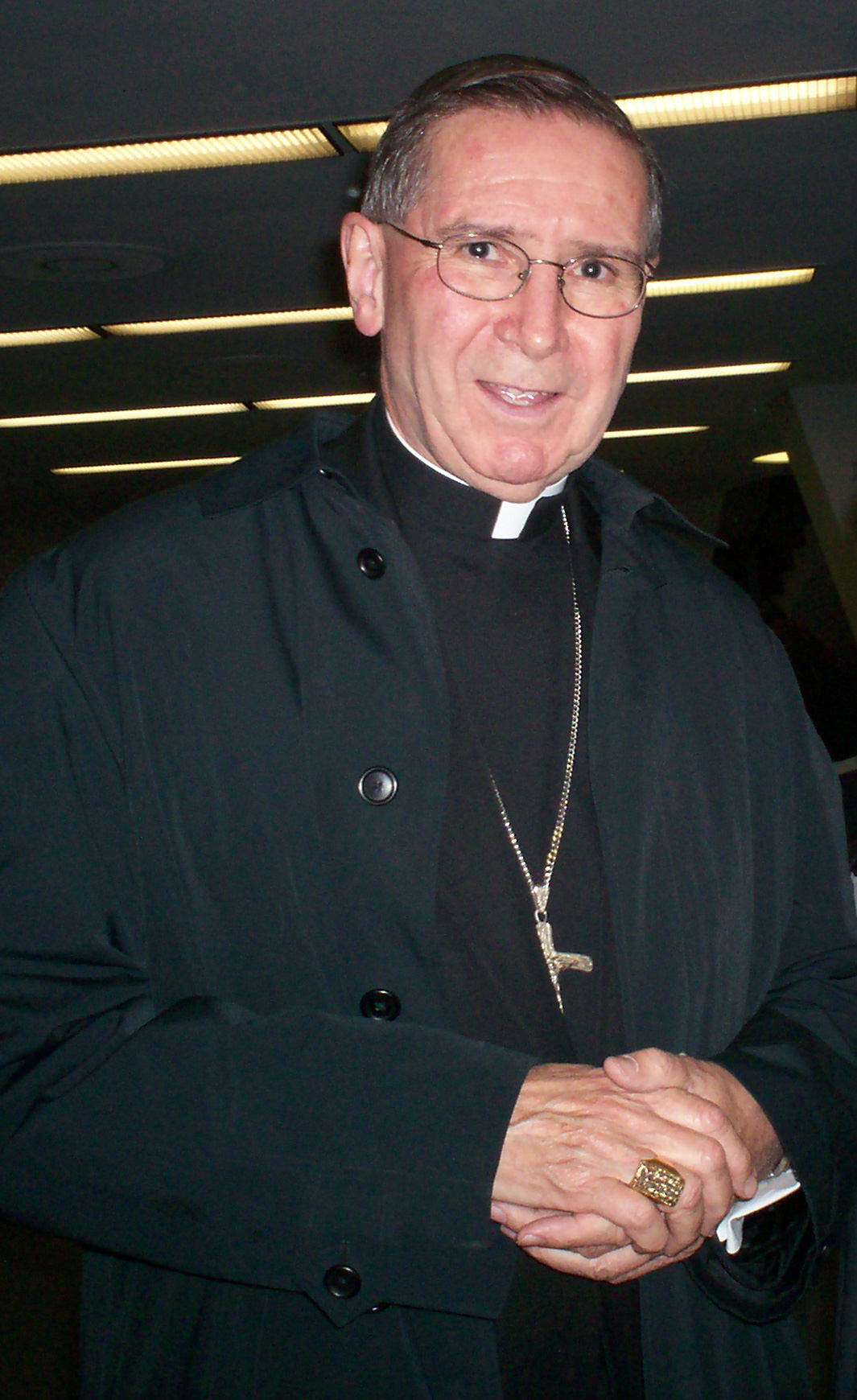
Kardynał Roger Mahony, Arcybiskup Senior Los Angeles

Archidiecezja Los Angeles (łac. Archidioecesis Angelorum in California, ang. Archdiocese of Los Angeles), Los Angeles – archidiecezja rzymskokatolicką w zachodnim regionie Stanów Zjednoczonych. Archidiecezja obejmuje miasto Los Angeles, a także, hrabstwo Los Angeles, hrabstwo Santa Barbara i hrabstwo Ventura. Biorąc pod uwagę pięć milionów katolików w archidiecezji.
, uważa się ją za największą diecezję w Stanach Zjednoczonych, jeśli chodzi o populację.

## Lista duszpasterskich regionów
1. Region Matki Bożej Anielskiej Los Angeles – obejmujący centrum zachodniego i centralnego Los Angeles aż do Malibu, na południe od LAX. W regionie znajduje się siedemdziesiąt osiem parafii, jedenaście katolickich szkół, pięć szpitali katolickich i pięć misji.
2. Region San Fernando – obejmujący San Fernando Valley, Santa Clarita i Antelope Valley. W regionie znajdują się pięćdziesiąt cztery parafie, dwanaście  katolickich szkół średnich, dwa szpitale katolickie i pięć misji.
3. Region San Gabriel – obejmujący wschodnie Los Angeles przez San Gabriel Valley i Pomona Valley. W regionie znajduje się sześćdziesiąt sześć parafii, trzynaście katolickich szkół, trzy szpitale katolickie i dwie misje.
4. Region San Pedro – obejmujący Long Beach i południową część hrabstwa Los Angeles. W regionie znajduje się sześćdziesiąt siedem parafii, dziewięć katolickich szkół średnich, sześć szpitali katolickich i jedna misja.
5. Region Santa Barbara – obejmujący hrabstwo Santa Barbara i hrabstwo Ventura. W regionie znajduje się trzydzieści siedem parafii, sześć szkół katolickich, cztery szpitale katolickie i pięć misji.

## Historia
Diecezja Los Angeles została utworzona, kiedy diecezja Monterey został przemianowana ma połączone diecezje Monterey-Los Angeles 7 lipca 1859. Następnie została podzielona na diecezję Fresno-Monterey i diecezję Los Angeles-San Diego, 1 czerwca 1922.
W związku z wzrostem liczby ludności katolickiej w regionie, 11 lipca 1936 dokonano kolejnego podziału i utworzono diecezję San Diego i archidiecezję Los Angeles.
24 marca 1976 z archidiecezji Los Angeles wydzielona została diecezja Orange w Kalifornii; ustalono tym samym obecny obszar archidiecezji Los Angeles.
W 2021 archidiecezja Los Angeles wydała oświadczenie, że zakazuje wykonywania lub odtwarzania utworów muzycznych skomponowanych przez Cesárea Gabaráina.

## Poprzedni biskupi diecezjalni
1. Francisco Garcia Diego y Moreno, OFM (1840–1846)
2. Joseph Alemany, OP (1850–1853)
3. Thaddeus Amat y Brusi, CM (1853–1878)
4. Francisco Mora y Borrell (1878–1896)
5. George Thomas Montgomery (1896–1902)
6. Thomas James Conaty (1903–1915)
7. John Joseph Cantwell (1917–1922)
8. John Joseph Cantwell (1922–1936)
9. John Joseph Cantwell (1936–1947)
10. James McIntyre (1948–1970)
11. Timothy Manning (1970–1985)
12. Roger Mahony (1985–2011)
13. José Horacio Gómez (2011)

## Biskupi pomocniczy
1. Joseph Thomas McGucken (1902-1983) – 1941-1955, następnie biskup diecezjalny Sacramento (1957-1962) i arcybiskup San Francisco (1962-1977)
2. Timothy Manning (1909-1989) – 1946-1967, następnie biskup diecezjalny Fresno (1967–1969) i arcybiskup Los Angeles (1970-1985)
3. Alden John Bell (1904-1982) – 1956-1962, następnie biskup diecezjalny Sacramento (1962-1979)
4. John James Ward (1920-2011) – 1963-1996, emerytowany
5. Joseph Patrick Dougherty (1905-1970) – 1969–1970, zmarł; wcześniej biskup diecezjalny Yakimy (1951-1969)
6. Juan Alfredo Arzube (1918-2007) – 1971-1993, emerytowany
7. William Robert Johnson (1918-1986) – 1971-1976, następnie biskup diecezjalny Orange (1976-1986)
8. Manuel Duran Moreno (1930-2006) – 1976-1982, następnie biskup diecezjalny Tucson (1982-2003)
9. Thaddeus Shubsda (1925-1991) – 1976-1982, następnie biskup diecezjalny Monterey (1982-1991)
10. Donald William Montrose (1923-2008) – 1983–1985, następnie biskup diecezjalny Stockton (1985-1999)
11. William Levada (1936-2019) – 1983-1986, następnie arcybiskup Portlandu (1986–1995), San Francisco (1995–2005) i prefekt Kongregacji Nauki Wiary (2005−2012)
12. Carl Fisher (1945-1993) – 1986-1993, zmarł
13. George Patrick Ziemann (1941-2009) – 1986-1992, następnie biskup diecezjalny Santa Rosa (1992–1999)
14. Armando Ochoa (1943-) – 1986-1996, następnie biskup diecezjalny El Paso (1996-2011) i Fresno (2011-2019)
15. Stephen Blaire (1941-2019) – 1990–1999, następnie biskup diecezjalny Stockton (1999-2018)
16. Sylvester Ryan (1930-) – 1990–1992, następnie biskup diecezjalny Monterey (1992-2006)
17. Thomas Curry (1943-) – 1994-2018, emerytowany
18. Joseph Sartoris (1927-) – 1994-2002, emerytowany
19. Gabino Zavala (1951-) – 1994-2012, emerytowany
20. Gerald Wilkerson (1939-) – 1997–2015, emerytowany
21. Edward Clark (1946-) – 2001-2022, emerytowany
22. Oscar Solis (1953-) – 2003-2017, następnie biskup diecezjalny Salt Lake City
23. Alexander Salazar (1949-) – 2004-2018, emerytowany
24. Robert Barron (1959-) – 2015-2022, następnie biskup diecezjalny Winona-Rochester
25. Joseph Brennan (1954-) – 2015–2019, następnie biskup diecezjalny Fresno
26. David Gerard O’Connell (1953–2023) – 2015-2023, zmarł
27. Marc Trudeau (1957-) – od 2018
28. Alejandro Aclan (1951-) – od 2019
29. Albert Bahhuth (1956-) – od 2023
30. Matthew Elshoff (1956-) – od 2023
31. Brian Nunes (1964-) – od 2023
32. Sławomir Szkredka (1964-) – od 2023